# Ágnes Hegedűs
Ágnes Hegedűs, född 13 februari 1949 i Budapest, är en ungersk orienterare som tog silver i stafett vid VM 1970.